# Claudio Barbier
Pour les articles homonymes, voir Barbier.
Claude Barbier, surnommé Claudio Barbier, est un alpiniste belge né à Etterbeek le 7 janvier 1938 et mort à Yvoir le 27 mai 1977. Claudio Barbier est un spécialiste de l'escalade solitaire et a été précurseur de l'escalade libre en Belgique au milieu des années 1960. Pur grimpeur, il a été l'un des meilleurs connaisseurs des parois des Dolomites dont il a parcouru la plupart des itinéraires les plus réputés et où il a réalisé plusieurs premières.

## Biographie
Né à Etterbeek le 7 janvier 1938, dans une famille bourgeoise aisée, Claude Barbier est fils unique. Brillant élève (il étudie le latin et le grec), il fait ses études secondaires dans l'enseignement catholique dont il ne supporte pas la discipline. Puis il entame à l'université des études de philologie romane qu'il ne terminera pas, préférant se consacrer à l'escalade.
C'est à l'âge de quatorze ans que Claude Barbier commence l'escalade avant de découvrir l'alpinisme pendant ses vacances en compagnie de ses parents : la Vanoise d'abord en 1953, puis l'Oberland bernois en 1954 et les Dolomites en 1955 où il fait ses premières courses avec des guides. À son retour des Dolomites, il s'inscrit au Club alpin belge. Les débuts de Claude Barbier en escalade sont laborieux : il n'a pas la morphologie typique du grimpeur,, et ne montre pas de prédispositions particulières pour cette discipline, ses chutes sont nombreuses,,. Son obstination lui permet de dépasser ses difficultés et, à force de travail, il devient un brillant grimpeur,. Claude Barbier se consacre à plein temps à l'escalade. À une époque où l’entraînement n'était pas une pratique courante en escalade, il étudie et travaille certains mouvements en recherchant l'efficacité du geste. Plutôt que l'escalade athlétique, il préfère optimiser l'utilisation des prises et devient spécialiste du gratonnage. Chaque année, Claude Barbier séjourne de mai à octobre dans les Dolomites et passe l'hiver en Belgique, fréquentant également les autres massifs des Alpes et les Pyrénées,. Pour pouvoir mener cette vie, Claude Barbier trouve un arrangement avec ses parents qui acceptent de l'entretenir.
Claude Barbier devient l'un des meilleurs connaisseurs des parois des Dolomites. Il est adopté par les Italiens et devient Claudio, « il divino Claudio », « il Maestro » également, car ses exploits sur les parois des Dolomites sont remarqués : Claudio Barbier ouvre plusieurs itinéraires, il grimpe souvent en solitaire et, grimpeur rapide, il pulvérise les temps d'ascension des voies qu'il répète,. Parlant avec aisance l'italien, l'allemand et l'anglais, Claudio Barbier fréquente les meilleurs alpinistes européens de l'époque. C'est le 24 août 1961 qu'il réalise son plus grand exploit, il enchaîne, en solitaire, dans la même journée, cinq voies extrêmement réputées sur les faces nord des Tre Cime di Lavaredo : la voie Cassin à la Cima Ovest, la voie Comici à la Cima Grande, la voie Preuss à la Cima Piccolissima, la voie Dülfer à la Punta di Frida et la voie Innerkofler à la Cima Piccola, soit un cumul de d'environ 2 000 mètres d'ascension en un temps cumulé de huit heures et quarante minutes. En août 1965, il ouvre également deux très difficiles itinéraires dans la face ouest de la Cima Tosa et au Torre del Lago avec Jean Bourgeois, alpiniste belge renommé. Ses exploits en escalade lui valent une grande renommée dans le milieu de l'alpinisme mais sa notoriété ne dépasse pas le cercle des grimpeurs. 
Spécialiste du rocher, Claudio Barbier pratique peu l'alpinisme dans les Alpes occidentales : il n'apprécie pas les courses de neige et de glace, les sacs lourds et les longues marches d'approche. Il réussit cependant l'ascension du pilier Bonatti ou de l'éperon Walker des Grandes Jorasses. De cette dernière course, il gardera un mauvais souvenir, étant resté bloqué quarante heures dans le froid à un bivouac après avoir été surpris par le mauvais temps. Claudio Barbier était membre du GHM depuis 1969,,.
Au milieu des années 1960, Claudio Barbier développe l'escalade libre en Belgique : il décide de peindre en jaune, sur les falaises belges, les pitons qu'il n'est pas nécessaire pour lui d'utiliser pour parcourir la voie. On parle alors de « jaunissement » d'une voie et réussir un passage « en jaune » signifie le réussir en escalade libre. Très bon connaisseur des sites d'escalade belges, Claudio Barbier prend une part prépondérante dans la rédaction du deuxième Guide des rochers belges.
Méthodique et méticuleux dans la préparation de ses ascensions, Claudio Barbier « est d'une rigueur qui frôle le puritanisme ». Bien qu'il grimpe en compagnie de nombreux alpinistes parmi les meilleurs de son époque, son caractère difficile et ses brusques changements d'humeur le marginalisent et rendent parfois délicates ses relations avec ses contemporains,,, ; il change régulièrement de compagnon de cordée et préfère souvent l'escalade en solitaire. Claudio Barbier refuse les propositions qui lui permettraient de compléter ses revenus telles que la participation sur les rochers de Freÿr à un film publicitaire ou un travail de conseiller technique pour un magasin de sport allemand ; il ne donne pas suite à la demande du roi Léopold III de l'emmener grimper. Si Claudio Barbier a parfois le « verbe acide », il est aussi grand amateur de calembours.
En plus de l'escalade, Claudio Barbier a la passion des livres. Outre des ouvrages de littérature, il possède dans sa bibliothèque plus de mille livres de montagne. Bibliophile, il est toujours à la recherche des livres d'alpinisme les plus rares. À partir de 1970, il se lance dans le commerce des livres de montagne, transformant le coffre de sa voiture en petite librairie. Il n'en fera cependant jamais un métier,,.
Le 27 mai 1977, alors que Claudio Barbier prépare seul l'ouverture de nouvelles voies sur les rochers du Paradou près d'Yvoir, au bord de la Meuse (il « nettoie » le rocher de sa végétation), l'ancrage de l'échelle de corde à laquelle il est suspendu lâche. Claudio Barbier est retrouvé mort au pied de la falaise sur laquelle il travaillait.

## Principales ascensions
Claudio Barbier a effectué plus de 650 courses,, il a réalisé environ 160 ascensions solitaires et a ouvert plus de 40 voies nouvelles. Il a répété pratiquement toutes les grandes voies des Dolomites et, en dehors des Dolomites, Claudio Barbier a grimpé dans toutes les Alpes (massif du Mont-Blanc, Kaisergebirge, Rätikon, etc.).

### Répétitions remarquables
- 11e ascension solitaire de la voie Comici à la Cima Grande[5] (27 juillet 1961)
- 3e ascension du dièdre Aste au Crozzon di Brenta (massif de Brenta)[5] avec Heinz Steinkötter (1er août 1961)
- 2e ascension solitaire de la voie des guides au Crozzon di Brenta (massif de Brenta)[5] (7 août 1961)
- 2e ascension du dièdre Philipp-Flamm à la Civetta[5] avec E. Steger (4 et 5 septembre 1961)
- voie Steger en solitaire au Catinaccio[5] (28 septembre 1961)
- Voie Fedele en solitaire au Sass Pordoi[5] (29 septembre 1961)
- Voie Bonatti sur la face est du Grand Capucin (massif du Mont-Blanc) avec Jean-Marie Gresse (19 juillet 1965)
- Pilier Bonatti aux Drus (massif du Mont-Blanc)[5] (8 et 9 juillet 1968)
- Éperon Walker des Grandes Jorasses (pris dans le mauvais temps)[5] avec Bernard Hanoteau (29, 30 et 31 juillet 1969)
- Voie Cassin en solitaire au Piz Badile (chaîne de la Bernina)[5] (18 août 1970)

### Premières solitaires
- Voie Cassin à la Cima Ovest[5] (20 septembre 1959)
- Enchainement en solitaire de la voie Cassin à la Cima Ovest, la voie Comici à la Cima Grande, la Preuss à la Cima Piccolissima, la voie Dülfer à la Punta di Frida et la voie Innerkofler à la Cima Piccola (24 août 1961)[5]
- Voie Andrich-Faè, première solitaire en face nord de la Civetta (28 août 1961)[5]
- Face nord-ouest de la Torre di Valgrande (massif de la Civetta) (1er septembre 1961)[5]
- Voie Comici à la Civetta[5] (25 août 1962)
- Voie Detassis à la Cima Tosa (massif de Brenta)[5] (6 août 1964)
- Arête nord du Monte Agner, massif des Pale di San Martino[5] (1er septembre 1964)
- Voie Italia 61 au Piz Ciavazes[5] (19 septembre 1968)

### Ouvertures
- Directissime à la Cima d'Ambiez (massif de Brenta)[5] avec Toni Masè, Gianni Mazzenga et Lella Cerasin (16 août 1961)
- Voie Albina au Piz Ciavazes avec Reinhold Messner[5] (10 septembre 1968)
- Voie du dragon en face ouest du Lagazuoi Nord[5] avec Carlo Platter et Almo Giambisi (26 septembre 1969)